# Iron Warrior
Iron Warrior ist ein 1987 produzierter italienischer Barbarenfilm aus dem Genre der Fantasyfilme. Der Film knüpft mit der Heldenfigur Ator an die Filme Ator – Herr des Feuers (1983) und Ator II – Der Unbesiegbare (1984) an, zu denen allerdings inhaltlich kein Zusammenhang besteht. Der Film kam nicht in die deutschen Kinos und wurde ab dem 24. November 1987 auf VHS veröffentlicht.

## Handlung
Die finstere Hexe Phaedra hat aus Habgier mit Hilfe ihrer magischen Fähigkeiten ein Königreich erobert und wird als Strafe für dieses Verbrechen von einer Versammlung von Magierinnen unter dem Vorsitz der Zauberin Deeva für 18 Jahre in das dunkle Land verbannt. Ein neuer König wird im Reich eingesetzt, mit seiner Tochter Prinzessin Janna als Thronfolgerin, die von den Kriegern Ator und Tragor beschützt werden soll. Tragor wird jedoch von Phaedra mit in die Verbannung verschleppt.
18 Jahre später kehrt Phaedra aus dem Exil zurück und greift zusammen mit ihrem Schergen Tragor die Hofgesellschaft des Königs an, wobei alle bis auf die nun erwachsene Prinzessin Janna getötet werden, sie selbst wird gefangen genommen.
Der Krieger Ator kann sie jedoch, nachdem er der Hinterlist Phaedras mit Hilfe von Deeva entkommen konnte, unter Einsatz seiner Kampfkünste aus der Gefangenschaft befreien und gemeinsam versuchen sie, Phaedra zu bezwingen und das Königreich wieder zu erlangen.

## Rezensionen
„Hexenspuk, Horror und Wahnbilder dienen als Elemente dieser dümmlichen Fantasy-Geschichte, die weitgehend unverständlich bleibt und in erster Linie Langeweile verbreitet.“

## Hintergrund
- Drehorte waren Italien und Malta.[2]

- Der Produzent Ovidio G. Assonitis hatte die Aufsicht über die Regie inne, für die aber Drehbuchautor Brescia zeichnete[3]. In seinem Produktionsland Italien wurde der Film nicht im Kino veröffentlicht[4], sondern erst später auf DVD, wo er auch den Titel Ator il guerriero di ferro erhielt.